# 伍氏盤唇魚
伍氏盤唇魚（学名：Discocheilus wui）为輻鰭魚綱鯉形目鲤科盤唇魚屬的其中一種，該物種分布於亞洲中國，體長可達7公分，棲息在底中層水域，生活習性不明。